# تریپل ناین
تریپل ناین یا سه نُه یا ۹۹۹ (به انگلیسی: Triple Nine) یک فیلم آمریکایی در گونه سرقت و درام-جنایی به نویسندگی مَت کوک و جان هیلکوت می‌باشد. ستارگانی چون وودی هارلسون، کیت وینسلت، نورمن ریدس، چویتل اجیوفور، مایکل پنیا، ترزا پالمر، آرون پال و گل گدوت در این اثر حضور دارند. این فیلم در ۴ مارس ۲۰۱۶ توسط اوپن رود فیلمز در آمریکا اکران شد.

## خلاصه
داستان کلی به این صورت است: «مایکل اتوود» (Chiwetel Ejiofor) یک ارتشی قدیمی است که ظاهرأ با «النا» (Gal Gadot) ازدواج کرده، خواهر «النا» کسی نیست جز رئیس مافیای روسیه «آیرینا» (Kate Winslet). «مایکل» برای دیدن فرزنداش و همسرش، مجبور است که به همه خواسته‌های «آیرینا» گوش بدهد تا بلایی سر خودش یا افراد نزدیک به او نیاید. اما خواسته اصلی «آیرینا» پیدا کردن مدارک لازم برای آزادی شوهرش است که در واقع رئیس اصلی تمام تشکیلات مافیای روسیه می‌باشد و حالا چهارسال در زندان گیر افتاده. «مایکل» برای آخرین مآموریت و دسترسی به مدارک، همراه با دوست نزدیک‌اش از دوران ارتش، «راسل» (Norman Reedus) و برادرش «گیب» (Aaron Paul) و دو پلیس فاسد، «رودریگز» (Clifton Collins, Jr) و «مارکوس» (Anthony Mackie) دست به سرقت از یک بانک می‌زنند و کار را به پایان می‌رسانند. اما مشخص می‌شود که بخش اصلی مدارک جای دیگری است و آن‌ها باید یک سرقت دیگر انجام دهند. این سرقت که تقریباً انجام آن ممکن نیست، تنها در یک صورت قابل انجام است. اینکه آن‌ها یک پلیس را بکشند، زیرا وقتی که یک پلیس تیر بخورد یا کشته شود، تمامی پلیس‌های شهر موظف‌اند آن را بالاترین اولویت خود قرار دهند (که پلیس‌ها اصطلاحأ به آن کد 999 می‌گویند) و «مایکل» و تیم‌اش می‌توانند در حالی که سر تمام پلیس‌های شهر گرم است، کار را تمام کنند. آن‌ها پلیسی به نام «کریس» (Casey Affleck) را برای به قتل رساندن انتخاب می‌کنند اما همه چیز طبق برنامه پیش نمی‌رود….